# Max-Bill-Platz
Der Max-Bill-Platz ist ein 14'000 Quadratmeter grosser Stadtplatz in Oerlikon in Zürich. Er entstand wie die neuen Parkanlagen (Wahlenpark, MFO-Park, Oerliker Park und Louis-Häfliger-Park) im Rahmen der Gebietsentwicklung Zürich Nord. Sein Bau wurde gemäss den Richtlinien zu den Sonderbauvorschriften durch die Bebauung der benachbarten Felder ausgelöst.

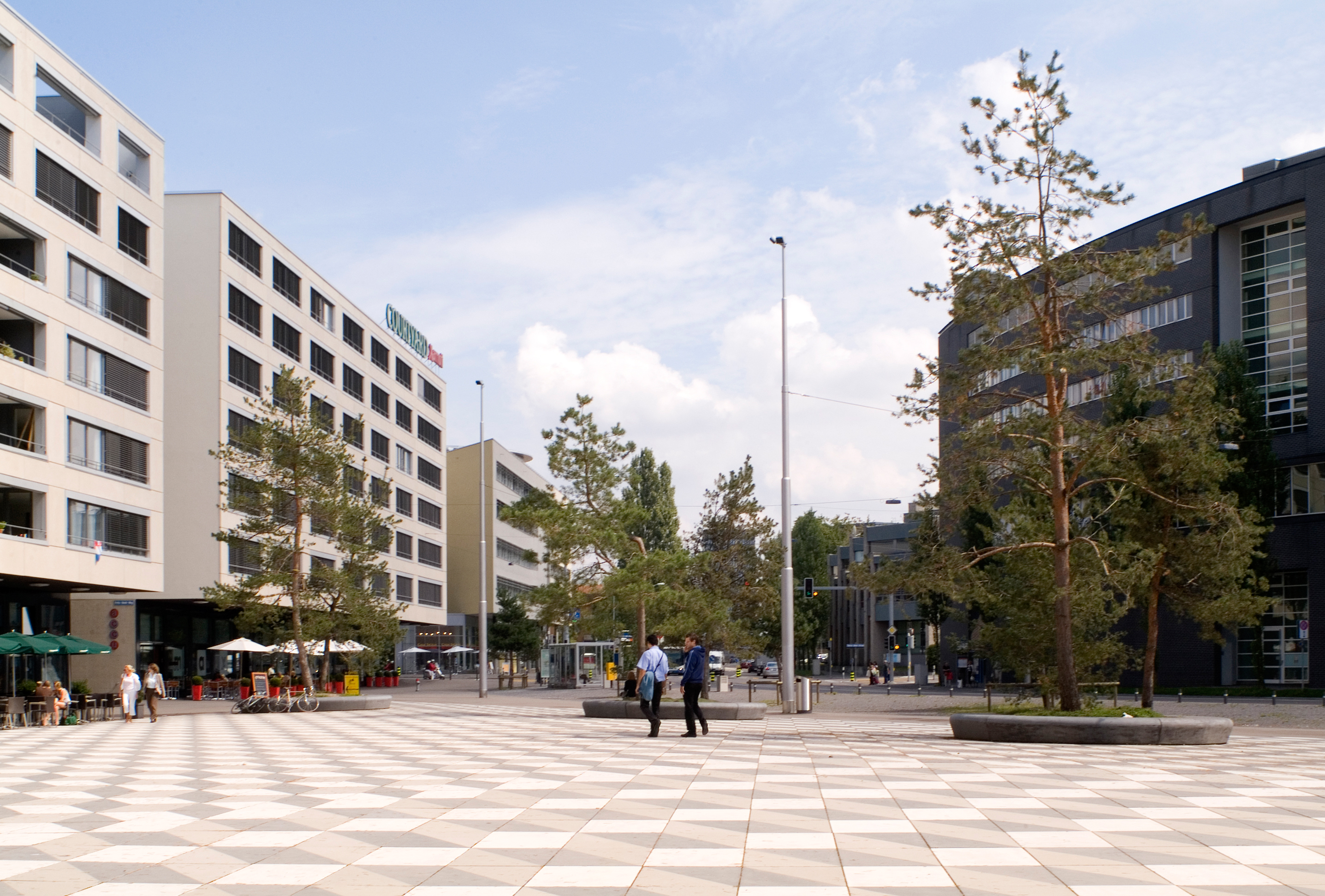
Gesamtansicht

Benannt ist der Platz nach Max Bill (1908–1994), einem Schweizer Architekten, Künstler und Designer, der viele Jahre in Zürich wirkte und lebte. Nach einjähriger Bauzeit wurde der Max-Bill-Platz  am 9. Juni 2007 der Bevölkerung übergeben.

## Entstehung
Im Jahr 2004 veranstalteten die privaten Grundeigentümer in Zusammenarbeit mit der Stadt Zürich einen Studienauftrag unter drei Teilnehmern, den das Architektenteam Haerle Hubacher, Zürich, die Landschaftsarchitekten Schweingruber Zulauf, Zürich und Zschokke Gloor, Rapperswil für sich entschieden. Die Baukosten wurden von den privaten Grundeigentümern übernommen, für den Unterhalt ist Grün Stadt Zürich zuständig.
Die Ansprüche an den zukünftigen Platz waren gross. Er trug bereits seinen Namen, bevor er gebaut wurde, und sollte das bis anhin fehlende Zentrum von Neu-Oerlikon werden.

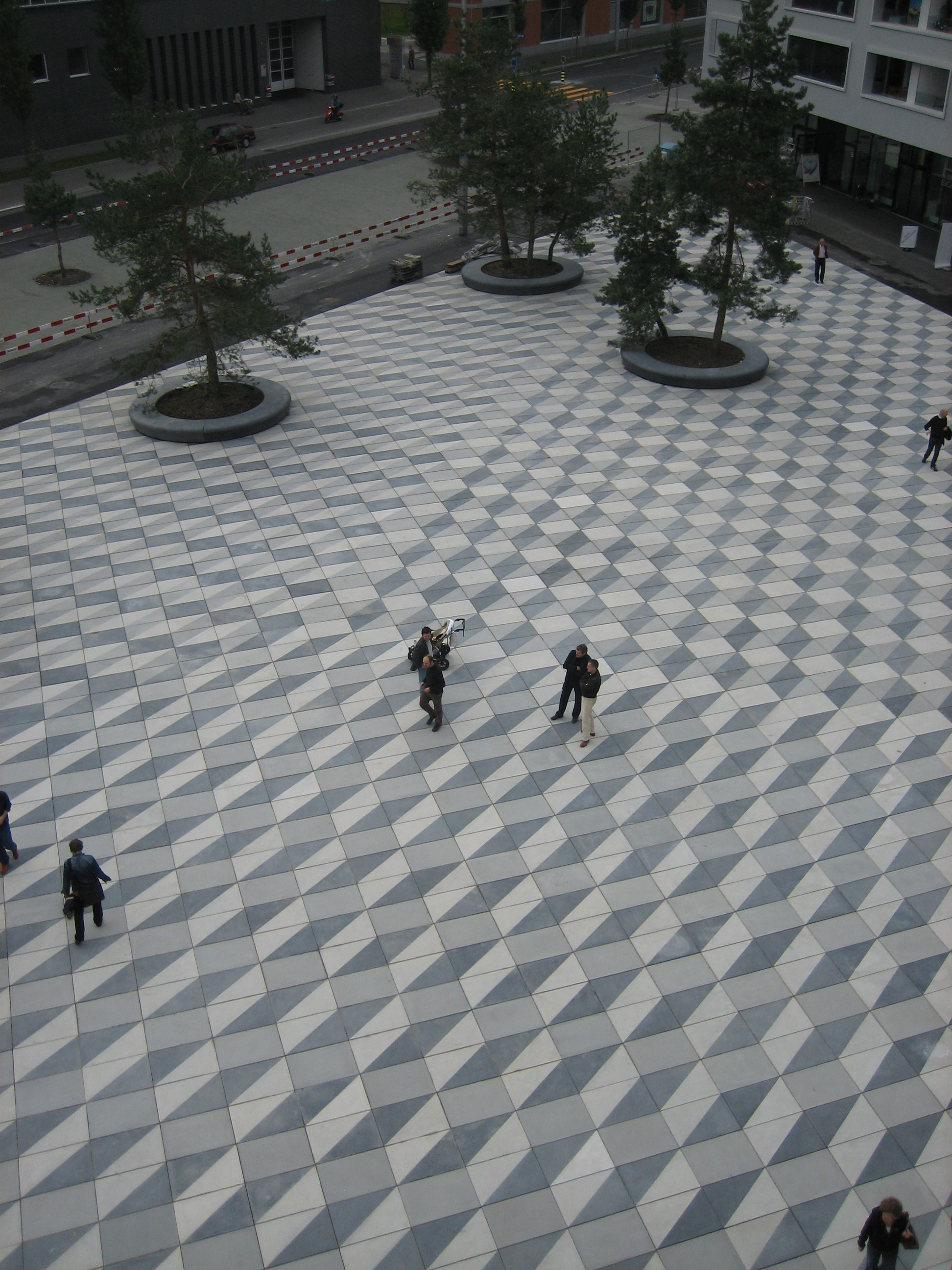
Sicht auf das dreidimensional wirkende Plattenmuster

Die Anlage liegt auf der entstandenen Restfläche zwischen den rechtwinklig zueinander stehenden Wohn- und Geschäftshäusern «Max Bill» und «Accu» und der verkehrsreichen Binzmühlestrasse.

## Gestaltung
Die dreieckige Form des Platzes veranlasste die Gestalter, die Geometrie weiterzudenken und diese auf den Boden zu übertragen. Somit befinden sich auf den rund 3'500 Betonplatten kleine weisse, graue und schwarze Dreiecke, deren Form die Dimensionen des Platzes in verkleinertem Massstab wiedergibt.
Die Dreifarbigkeit des Plattenmusters lässt sich auf ein Grundmuster der Platonischen und Euklidischen Geometrie zurückführen, die zum Beispiel schon in Pompej Anwendung fand.
Als man in der Renaissance die Perspektive entdeckte, wurde das Muster mehr und mehr verbreitet. Durch das sich wiederholende Muster mit den farbigen Platten entstehen in Trompe-l’œil-Manier in der Fläche liegende aber räumlich wirkende Kuben.
Um den Max-Bill-Platz von der stark befahrenen Binzmühlestrasse zu trennen, wurden in losen Abständen hochstämmige Föhren gesetzt.
Einzelne Bäume sind mit Sitzgelegenheiten aus Betonscheiben eingefasst.
Das breite Kiesband entlang der Binzmühlestrasse ist für das künftige Trassee der geplanten Tramlinie nach Affoltern reserviert.

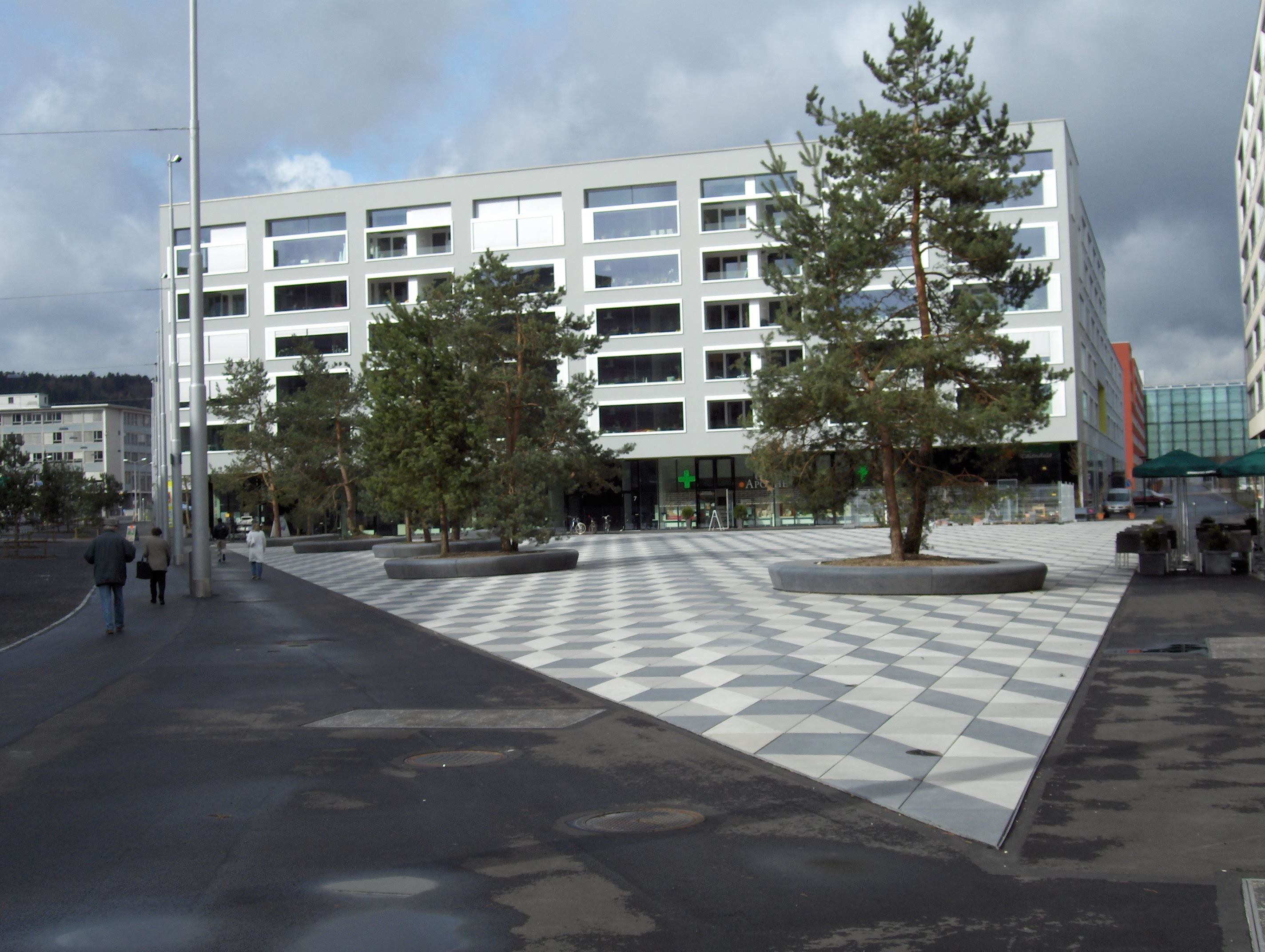
Der Platz mit dem Wohn- und Geschäftshaus im Hintergrund.

Ursprünglich sollte eine von Max Bill geschaffene Skulptur den Platz schmücken, um so des Künstlers zu gedenken. Nachdem sich diese Idee zerschlug, lässt sich die geometrische Gestaltung des Max-Bill-Platzes nun als Hommage an den Künstler verstehen.
Obwohl der Max-Bill-Platz auf Privatgrund errichtet wurde, erhält er aufgrund des Unterhalts durch Grün Stadt Zürich den Charakter einer öffentlichen Anlage.